# Fernandes Lima
José Fernandes de Barros Lima, mais conhecido como Fernandes Lima (Passo de Camaragibe, 21 de agosto de 1868 — Maceió, 16 de maio de 1938), foi um advogado, jornalista, escritor e político brasileiro. Seu nome batiza o principal eixo-viário da cidade de Maceió, é conhecido por atuação de destaque na política alagoana e nacional, também é comumente lembrado pela participação no pior caso de violência ao Candomblé e aos cultos de Matriz africana conhecido no Brasil: o Quebra de Xangô.

## Biografia
José Fernandes de Barros Lima nasceu em Passo de Camaragibe, Alagoas, no dia 21 de agosto de 1868, filho de Manuel José de Lima e de Constantina Acióli de Barros Lima.
Estudou em Maceió no Ginásio Bom Jesus e no Colégio Liceu Alagoano, formou-se pela Faculdade de Direito do Recife em 1893. Ainda estudante lutou pela abolição dos escravos, tendo pertencido à Sociedade Libertadora Alagoana.
Propagandista da República, em 1888 publicou no Recife um folheto preconizando a mudança do regime e foi um dos fundadores do Clube Republicano Acadêmico. Colaborou na época na revista O Norte, órgão republicano, além dos jornais Arrebol, Movimento e Norte de Alagoas.
Iniciou a carreira política ao ser escolhido membro do primeiro Conselho Municipal de Passo do Camaragibe e, depois, ao ser eleito intendente do município (1892-1893). Também em 1892 foi eleito para ocupar a vaga aberta na Assembleia Legislativa de Alagoas com a morte de Ambrósio Lira, mas não tomou posse.
Foi deputado estadual na legislatura 1893-1894 e novamente membro do Conselho Municipal de Passo do Camaragibe de 1894 a 1895. Elegendo-se deputado federal, ocupou uma cadeira na Câmara dos Deputados entre maio de 1894 e dezembro de 1896. Em sua atuação na política de Alagoas, destacou-se pela oposição à oligarquia dominante, chefiada por Euclides Malta, que governou o estado de 1900 a 1903, e de 1906 a 1912.
Intensificou sua ação ao assumir, em junho de 1911, a direção do jornal oposicionista Correio de Maceió, órgão oficial do Partido Democrata de Alagoas. Nesse mesmo ano foi lançado candidato a vice-governador na chapa do partido, encabeçada pelo coronel Clodoaldo da Fonseca.
Essa candidatura foi favorecida pela nova orientação do governo federal, então chefiado pelo presidente Hermes da Fonseca (1910-1914), que passou a intervir em alguns estados, inclusive com o afastamento de seus governantes, no que ficou conhecido como “política das salvações”.
Em virtude das manifestações contrárias a seu governo, Euclides Malta passou a reprimir a oposição, que se organizou e lutou contra as forças estaduais, levando-o a renunciar em 13 de março de 1912, quando foi substituído pelo presidente do Congresso Estadual, o coronel Macário das Chagas Rocha Lessa. As eleições deram a vitória aos candidatos do Partido Democrata de Alagoas, que tomaram posse em 12 de junho seguinte. Como vice-governador, Fernandes Lima substituiu interinamente o titular de janeiro a abril de 1915. Em 12 de junho do mesmo ano, teve início o governo de João Batista Accioli Júnior.
De volta à Assembleia Estadual em 1917-1918, Fernandes Lima deixou-a ao ser eleito, em março de 1918, governador de Alagoas. Tomou posse em 12 de junho, sucedendo a João Batista Acióli Júnior, e afastou-se por motivo de saúde entre 1.º de março e 12 de junho de 1921, quando foi substituído por Manuel Capitulino Carvalho. Nesse mesmo período foi reeleito, permanecendo no exercício do governo até 12 de junho de 1924, quando tomou posse o novo governador Costa Rego.
Contra a tese de que o desenvolvimento deveria ser feito da capital para o interior, durante seu governo lançou o slogan “Rumo aos campos”, buscando interiorizar sua ação administrativa. Para tanto, cuidou da abertura de cerca de quatrocentos quilômetros de rodovias cortando o interior, em especial daquela ligando a capital Maceió à cidade de Passo de Camaragibe. Inaugurou três pontes de cimento armado, sobre os rios Paraíba, Mundaú e Camaragibe, e construiu grupos escolares nas cidades de Capela, Passo de Camaragibe e São Luís do Quitunde. Iniciou também o Serviço de Profilaxia Rural, com o apoio da Comissão Rockefeller. Em seu governo foi criado, em março de 1919, o Gabinete de Identificação e Estatística.
Em 23 de agosto seguinte, os representantes dos estados de Alagoas e Pernambuco no VI Congresso de Geografia assinaram um convênio, ad referendum, para a fixação definitiva dos limites divisórios entre os dois estados, mas a medida não teve o êxito pretendido.
Em 1924 foi eleito para o Senado Federal do Brasil, onde exerceu o mandato até que a Revolução de 1930 suprimiu os órgãos legislativos do país. Após a promulgação da nova Constituição em 16 de julho de 1934, foi eleito, no pleito de outubro, deputado federal. Assumiu seu mandato em maio de 1935 e permaneceu na Câmara dos Deputados até novembro de 1937, quando o Estado Novo mais uma vez fechou o Congresso Nacional.

## O Quebra de Xangô
Fernandes Lima foi um dos principais integrantes da Liga dos Republicanos Combatentes em 1912 em Maceió. Liga esta, responsável pelo pior caso de violência aos terreiros de religiões de matriz africana, conhecidos como Xangô, do estado de Alagoas. Quebra de Xangô, Quebra-quebra de 1912, ou mesmo Quebra, nome dado a feito, foi coordenado pelos políticos locais, Clodoaldo da Fonseca (candidato a governador no ano do Quebra-quebra de terreiros), Fernandes Lima (seu vice) e Manuel da Paz (militar responsável pela liderança da Liga e a devassa aos terreiros de Alagoas). O episódio é comumente lembrado pelo Movimento Negro, historiadores e organizações internacionais, como pior caso de intolerância religiosa, preconceito de cor, e abuso de autoridade já conhecido em Alagoas, também figurando muitas vezes como o pior caso do Brasil.

### A Liga dos Republicanos Combatentes
Nas três primeiras décadas do século passado, quando representantes dos maiores estados do sudeste (São Paulo e Minas Gerais) se revezavam na presidência da República, e os estados de menor expressão econômica eram dominados por oligarquias coronelescas que, muitas vezes, não passavam de um ou dois grupos de “parentelas”, isto é, indivíduos politicamente unidos por laços de parentesco carnal (pais, filhos, tios, avós, primos), conjugal (esposo ou esposa) ou espiritual (compadrio). O Ceará, por exemplo, era o reino dos Acióli. O Pará, dos Lemos e dos Chermont. Em Alagoas, por mais de uma década, o domínio absoluto foi da família Malta.
O líder máximo da oligarquia dos Malta foi o magistrado Dr. Euclides Vieira Malta, bacharel procedente de uma família de proprietários rurais, que governou Alagoas por três mandatos (1900-1903, 1906-1909 e 1909-1912) intercalados pelos governos de seu irmão, Joaquim Paulo Vieira Malta, sucedido pelo vice, Antônio Máximo da Cunha Rego (1903-1906); do coronel José Miguel de Vasconcelos, antigo barão de Porangaba (vice de Euclides, assumiu o cargo para o titular recandidatar-se, em 1909); e do coronel Macário das Chagas Lessa, presidente da Câmara dos Deputados Estaduais (atual Assembleia Legislativa), que também assumiu por curto período, após a renúncia de Euclides, pouco antes da deposição dessa oligarquia pela chamada “Política de Salvações”, nacionalmente implementada pelo presidente da República Hermes da Fonseca. A lealdade que os membros do grupo de parentela dominante em Alagoas dedicavam a Euclides Malta era tanta que o coronel Azeredo, chefe político mato-grossense, exclamou, certa vez: “Fizeste muito bem, Euclides, só elegendo os teus. Eu, como não tenho parentes, cada um que mando para o governo do Mato Grosso é um traidor”.
A oposição à oligarquia dos Malta organizou-se em torno do advogado e jornalista Dr. Fernandes Lima, que gozava de cada vez maior influência em diversas camadas da sociedade alagoana, da elite econômica ao proletariado rural. Em setembro de 1911, tendo Fernandes Lima como candidato a vice, foi lançada a candidatura do coronel Clodoaldo da Fonseca, primo do presidente Hermes e sobrinho a quem o tio Marechal Deodoro da Fonseca dedicou afeição paternal, à presidência do Estado de Alagoas. Iniciou-se aí uma intensa campanha de “moralização dos costumes” e de ligação do domínio absoluto dos Malta ao que os seus opositores consideravam “práticas de bruxaria”, já que o governador Euclides, primo do primeiro bispo de Alagoas Dom Antônio Brandão e doador de substanciais auxílios às obras pias e ao Seminário de Maceió, era também frequentador do terreiro da ialorixá Tia Marcelina.
Em dezembro de 1911, Fernandes Lima e Clodoaldo da Fonseca fundaram a Liga dos Republicanos Combatentes, cuja sede funcionava na residência do militar Manuel Luiz da Paz, à Rua dos Sopapos, n.º 311, na Levada, em Maceió. Em janeiro do ano seguinte, houve deserção de soldados da Força Pública Alagoana. Alguns desses policiais militares passaram então a integrar a milícia da Liga. Os funcionários públicos e políticos ligados aos Malta começaram a sofrer com a violência a eles dirigida. Repartições públicas foram depredadas. Nos estertores de seu governo, Euclides Malta fugiu para o Recife.
Finalmente, em 2 de fevereiro de 1912, dia de Iemanjá, às vésperas do carnaval, a Liga dos Republicanos Combatentes, sob a liderança de Manuel da Paz e as ordens dos candidatos Clodoaldo da Fonseca e Fernandes Lima, promoveu o “Quebra de Xangô”, evento que resultou no truculento fechamento dos terreiros, na proibição dos cultos de matriz africana e na perseguição de seus praticantes em todo o Estado. O evento consistiu na destruição de todas as casas de culto afro-brasileiro existentes na capital. As referências historiográficas sobre o fato estão nos artigos publicados na sessão Bruxaria, de Oséas Rosas, no já extinto Jornal de Alagoas. Na ocasião, Terreiros foram invadidos e objetos sagrados foram retirados e queimados em praça pública; pais e mães de santo foram espancados publicamente.
Aqueles que resistiram em território alagoano, continuaram a manifestar suas crenças clandestinamente: o terreiro foi parar no fundo dos quintais. Uma das vítimas fatais da chacina foi Tia Marcelina, que, segundo se relata, disse ao seu assassino, antes de morrer: “Bate, moleque! Bate! Tira sangue, quebra osso, mas não tira saber!”

### Reconhecimento e Pedidos de Desculpa
o Governo de Alagoas transformou o 2 de fevereiro em Dia Estadual de Combate à Intolerância Religiosa e em 2012, no centenário do Quebra, o mesmo Governo e a Polícia Militar de Alagoas pediram oficialmente perdão pelos crimes cometidos contra o povo de Axé, prometendo que nunca mais episódios tristes como esse se repetiriam. No seu discurso, o então governador de Alagoas Teotônio Vilela Filho declarou:
Minhas saudações aos alagoanos e alagoanas de todas as matrizes culturais e todos os matizes religiosos.
Não existe nação que se pretenda grande, sem um povo forte. Da mesma forma, não existe povo que seja grande, sem uma forte memória coletiva. A memória é a alma do povo e o povo é a alma da nação.
E nossa memória alagoana precisa ser revigorada com o resgate de lembranças escondidas, erroneamente varridas para baixo do tapete de penumbra do silêncio. Não podemos esquecer que 2012 marca o centenário do auge do período de perseguição aos praticantes dos cultos afro-brasileiros em Alagoas. Época de terror especialmente forte em Maceió, no episódio mais conhecido como a Quebra dos Xangôs, ou simplesmente, Quebra.
Pegando pela palavra, estamos aqui reunidos para quebrar o silêncio oficial que reinou durante décadas sobre os horrores daqueles acontecimentos que marcaram o ano de 1912. Naquele tempo, uma onda de violência sem precedentes se abateu sobre os terreiros em Maceió e sobre as pessoas que então praticavam os ritos de origem africana – o Estado não cumpriu, naquele momento, seu papel de assegurador dos direitos elementares do cidadão, nem na garantia do direito à liberdade religiosa.
Como referência, escolhemos o dia primeiro de fevereiro, quando uma entidade civil denominada Liga Republicana Combatente, comandou uma violenta invasão a centros de cultos e de cultura de matriz africana em Maceió. A primeira vítima nesta noite terrível foi Tia Marcelina, reverenciada como a principal Mãe de Santo de Alagoas daquela época.
Tia Marcelina, idosa com mais de oitenta anos, morreu vítima de um golpe de sabre em sua cabeça e chutes desferidos por um ex-soldado, desertor da força pública. Conta-se que no dia seguinte a perna do referido soldado secara e, depois, todo o corpo.
Em verdade, frente a esses episódios horrorosos, o que secou mesmo foi nossa memória e, junto com ela, nossa própria identidade perdeu parte de seu brilho. Secou parte de nossas culturas populares, com a perda de importantes lideranças e artistas do povo, detentores de práticas e saberes ancestrais impregnados ao nosso imaginário e nas coisas do cotidiano.
Segundo a opinião de estudiosos de todo o Brasil, as casas de cultos afro-brasileiros, além da importância dada pela sua prática específica - a do culto religioso -, funcionam também como verdadeiros celeiros de criatividade e cidadania, a exemplo de tantos outros cultos de matizes religiosos distintos. Os territórios das crenças são espaços de vida comunitária abertos às diferenças de toda ordem. Nesses perímetros, no caso dos cultos afro-brasileiros, aprende-se desde cedo o respeito aos idosos, portadores de saberes herdados de seus ancestrais. Também se aprende o respeito às crianças, patrimônio de toda a comunidade e, por isso, responsabilidade de todos. E o mais importante, aprende-se a ter orgulho de si mesmo, pelo desenvolvimento de um forte sentido de integrar um grupo cultural maior, seja Nagô, Angola, Gêge e as muitas outras nações que formam a riqueza das religiões africanas.
Muito me orgulha, na condição de governador deste Estado, saber-me protagonista deste ato da maior importância. Hoje, capitaneados pela Universidade Estadual de Alagoas e seus parceiros, nos reunimos para um passar a limpo da história, promovendo a justa compreensão da violência e dos prejuízos causados não só aos religiosos de matriz africana, mas a todo o povo alagoano.
A conquista de um futuro digno para Alagoas exige o revisitar do seu passado, na busca de corrigirmos os erros historicamente cometidos e ajustarmos o leme em direção a dias melhores.
O “Quebra”, mais do que um evento restrito ao aspecto religioso, apresenta-se como um momento de prevalência dos sentimentos de violência e intolerância, expressões retrógradas que precisam ser definitivamente superadas, em nome de uma sociedade verdadeiramente democrática e inclusiva.
Assim, o ciclo de atentados perpetrados em 1912 contra as casas de cultos afro-brasileiros pode ser visto como um atentado contra a autonomia do povo alagoano para construir uma identidade afirmativa de seu protagonismo, de sua efetiva presença na construção de uma Alagoas democrática. Se considerarmos que a maior potencialidade de qualquer sociedade se encontra justamente na força e criatividade de seu povo, podemos afirmar, sem qualquer dúvida, que o evento do “Quebra” resultou em inquestionável prejuízo ao nosso progresso enquanto sociedade como um todo.
Dizendo isto, penso emocionado naquela Maceió de um século atrás onde, segundo as palavras do saudoso historiador Felix Lima Júnior, nas noites de festa podia-se ouvir o som dos tambores da Ponta Grossa à Pajuçara e de Bebedouro ao Centro da Cidade. Penso nos belíssimos maracatus que desfilavam por estas ruas e que desapareceram após o “Quebra”.
Atento para as teses que apontam para a força social do Candomblé do tipo Xambá, reconhecido atualmente como patrimônio histórico nacional e que igualmente, segundo estudiosos, teria migrado para Pernambuco, privando-nos da sua riqueza cultural. Penso em uma cidade viva, colorida, embalada pelo canto carinhoso das inúmeras baianas e vendedores negros ambulantes que ganhavam o pão de cada dia por essas ruas.
De fato o “Quebra” nos empobreceu culturalmente, mas sobretudo nos impediu de crescermos através do convívio com as diferenças e, compartilhando saberes, construirmos um desenvolvimento social baseado em nossa diversidade e, portanto, comprometido com a inclusão cidadã de todas as parcelas da sociedade.
Assim, observando atentamente o ocorrido há um século, o Estado de Alagoas pede perdão pelo que seus Poderes Constituídos possam ter contribuído, por ações e/ou omissões, para com a violência desencadeada pelos obscurantistas da entidade civil conhecida como Liga dos Combatentes Republicanos e quem quer que lhe tenha sido cúmplice na vergonhosa onda de crimes cometidos contra os praticantes dos cultos afro-brasileiros.
Os atos verdadeiramente terroristas perpetrados pelos membros sectários dessa entidade, como indicam as fontes históricas ainda muito pouco divulgadas, tiveram o beneplácito de lideranças destacadas da sociedade alagoana e teriam sido incentivados pela disputa do poder político estadual.
Assim, no dia de hoje, ao realizar o pedido público de perdão aos religiosos de matriz africana, o faço principalmente como alagoano e em nome de toda essa sociedade. O faço com o objetivo de, ao olharmos para trás despojados de quaisquer preconceitos, reconheçamos as responsabilidades, enquanto poder público, frente ao terrível período do “Quebra”.
Ao pedir perdão não pedimos o esquecimento. Muito pelo contrário. Exibimos nossa dor e queremos expurgar nossa vergonha por aquele período tenebroso, convocando os alagoanos a se aprofundarem no estudo de nossa história. Estamos nos convidando a conhecermos a nós mesmos, entendermos nossas feridas, reconhecer nossos erros; compreender o passado, enfim. Não para carpirmos pecados, como se lágrimas e lamentos expiação fossem. Mas para que, conhecendo e reconhecendo ocorrências vergonhosas e terríveis como essa, possamos combater, com firmeza, toda e qualquer possibilidade de tragédias semelhantes.
Queremos virar essa página da história nos comprometendo com uma nova etapa, com o projeto de uma nova Alagoas, onde todos e todas possam exercer livremente suas diferenças e, a partir delas, garantir um futuro digno para seus filhos.
Para tanto, as religiões de matriz africana têm uma contribuição inestimável a dar nessa construção, pelo relevante papel educativo que desenvolvem junto a todas as camadas da sociedade alagoana, ensinando valores positivos, baseados no respeito ao próximo. Além disso, podemos dizer que cada Terreiro de Xangô de Alagoas tem enorme potencial no campo da formação profissional envolvendo jovens, podendo se transformar em importante espaço de capacitação de músicos, artesãos, educadores e outros profissionais, gerando renda e combatendo a pobreza em nosso Estado.
Mas, fundamentalmente, independente desses conceitos de participação e formação cidadã, ao nunca esquecermos as dores e crimes do “Quebra”, o Estado de Alagoas reafirma seu compromisso básico, elementar, de respeitar, integralmente, e de garantir através da força de seus poderes constituídos o direito irrestrito à liberdade de culto religioso. Este é um pilar básico, indispensável, ao exercício do Estado Democrático de Direito.
Mais uma vez expresso meus parabéns a Universidade Estadual de Alagoas e seus parceiros pela iniciativa e quero colocar-me à disposição para, sempre que for preciso, estarmos juntos nessa construção. A todos e todas deixo meus votos de melhor proveito desse evento que já entrou para a história dessa nova Alagoas.

### Contestação à Homenagem
Diversos intelectuais, políticos, organizações, membros da comunidade acadêmica e da sociedade civil, contestam atualmente a homenagem feita à Fernandes Lima no principal eixo-viário da cidade de Maceió, a Avenida Fernandes Lima, como podemos ver no trecho extraído do texto de Cosme Rogério:
Fernandes Lima foi, portanto, protagonista de um dos piores casos de intolerância religiosa, preconceito étnico e abuso de autoridade da história do Brasil. Em 2009, o Governo de Alagoas transformou o 2 de fevereiro em Dia Estadual de Combate à Intolerância Religiosa e em 2012, no centenário do Quebra, o mesmo Governo e a Polícia Militar de Alagoas pediram oficialmente perdão pelos crimes cometidos contra o povo de Axé, prometendo que nunca mais episódios tristes como esse se repetiriam. Como se observa, as homenagens a Fernandes Lima, esse governador vândalo e cruel, são injustas. Homenageá-lo, como a outros da mesma estirpe, é perpetuar simbolicamente Alagoas como um Estado genocida, que no passado exterminou o povo Caeté e o Quilombo dos Palmares, e que hoje ameaça exterminar a Vila dos Pescadores do Jaraguá, mantendo-se como o Estado onde mais se mata jovens e, dentre esses jovens, o que mais mata jovens negros. Mais justo seria se a Avenida Fernandes Lima se chamasse Avenida Tia Marcelina, trocando o nome do algoz pelo da vítima, o assassino pela assassinada, o bandido pela heroína, a memória dos senhores-de-engenho e dos coronéis pela memória do povo, verdadeiro construtor da história das Alagoas.

## Carreira como Escritor
Fernandes Lima foi membro fundador da Academia Alagoana de Letras e primeiro ocupante da cadeira n.º6. Sócio do Instituto Histórico e Geográfico de Alagoas, colaborou na revista da instituição.Além de mensagens ao Congresso alagoano, publicou:
| Obra | Ano                                                                              |
| --- | -------------------------------------------------------------------------------- |
| Tiradentes – poemeto realista | 1884                                                                             |
| Cartas de um democrata | 1888                                                                             |
| Ação para divisão do engenho “Ilha Vitório” | 1900                                                                             |
| Política de Alagoas – sugestões para organização de um partido em Alagoas; A sucessão governamental no estado de Alagoas em 1924 (discursos Fernandes de Barros Lima e de Pedro da Costa Rego 1924) | 1924                                                                             |
| Estado de Alagoas – Sua administração e sua política – O estouro da boiada alagoana (discurso no Senado, 1927)                                                                                      | 1927                                                                             |
| Efemérides do município de Camaragibe. Elementos para sua história e crônica” | (publicação feita no Evolucionista, em 1903, sob o pseudônimo Camile Desmoulins) |
| Revista do IHGA | 1933-1934                                                                        |

## Falecimento
Fernandes Lima Faleceu em Maceió no dia 16 de maio de 1938.

Imagens de Fernandes Lima
Fernandes Lima e sua família.Fernandes Lima e sua família.
Fernandes Lima com esposa e filha.Fernandes Lima com esposa e filha.